# Tanjung Lebar
Tanjung Lebar is een bestuurslaag in het regentschap Muaro Jambi van de provincie Jambi, Indonesië. Tanjung Lebar telt 2347 inwoners (volkstelling 2010).